# Žerava
Žerava je naselje u sastavu Grada Nina, u Zadarskoj županiji. Žerava kao samostalno naselje postoji od 2001. godine. Nastala je izdvajanjem dijela naselja iz naselja Poljica.

## Stanovništvo
Prema popisu iz 2011. naselje je imalo 208 stanovnika.

| broj stanovnika | 208   | 192   |
|                 | 2011. | 2021. |

## Znamenitosti
- crkva svetog Petra[5]